# Harril
Harril (Juncus gerardii) eller Harrilgræs er en plante i sivfamilien. Den er udbredt i de tempererede dele af den nordlige halvkugle, på fugtige saltholde steder, fx enge langs havkysterne eller inde i landet. Den er bestanddannende og danner således tæt grønsvær. Det er en flerårig plante med 10-40 centimeter høje, trinde strå og rendeformede blade.
I Danmark er arten meget almindelig på strandenge i hele landet.